# Museo Memorial Khama III
El Museo Memorial Khama III es un museo ubicado en Serowe (Botsuana). Está dedicado a la historia de la familia Khama y Serowe.

## Historia
En 1985, el museo fue inaugurado por varias personas de Serowe, Lenyetse Seretse donó una casa para el museo. La casa fue construida alrededor de 1910. La intención de crear este museo fue promover el patrimonio cultural en Serowe. Después de la muerte de Bessie Head, el museo adquirió varios de sus papeles, incluidas notas y bocetos, así como sus escritos. El museo ha producido una revista ocasional llamada Lekgapho, que se distribuye ampliamente en Botsuana. En 2006, se instaló en el museo una réplica de la habitación de Bessie Head, así como exposiciones permanentes sobre la escritora. En julio de 2013, la Sociedad Bessie Head, en colaboración con el museo, organizó un simposio en Serowe para conmemorar el aniversario de la publicación del libro de Bessie, A Question of Power. En 2014, el gobierno de los EE. UU. donó $78 000 (71 000 pula) para preservar los fondos del museo, que incluyen manuscritos de la familia Khama y obras literarias de Bessie. La Alta Comisionada Británica en Botsuana, Katy Ransome, visitó algunos de los sitios históricos de Serowe en agosto de 2016, incluido el museo. La Agencia Noruega para la Cooperación al Desarrollo y el Servicio Voluntario Danés han apoyado financieramente al museo. En octubre de 2018 visitó el museo, la embajadora de Cuba en Botsuana, Patricia L. Pego Guerra.

## Colecciones
El museo contiene archivos sobre la familia Khama. El museo contiene instrumentos musicales del este de Kalahari. El museo contiene artefactos etnográficos de Bangwato merafe, estos artefactos se remontan a la época de Khama III. Entre las exhibiciones del museo se incluyen correspondencia, uniformes y muebles, además de exhibiciones sobre serpientes y animales nativos de África. El museo también tiene artefactos sobre la cultura del pueblo San y el museo contiene exhibiciones temporales de arte. El museo contiene fotografías del funeral del primer presidente de Botsuana, Seretse Khama. Además, el museo también ha conservado uniformes históricos de Botsuana.